# Stenamma snellingi
Stenamma snellingi är en myrart som beskrevs av Bolton 1995. Stenamma snellingi ingår i släktet Stenamma och familjen myror. Inga underarter finns listade i Catalogue of Life.

## Bildgalleri

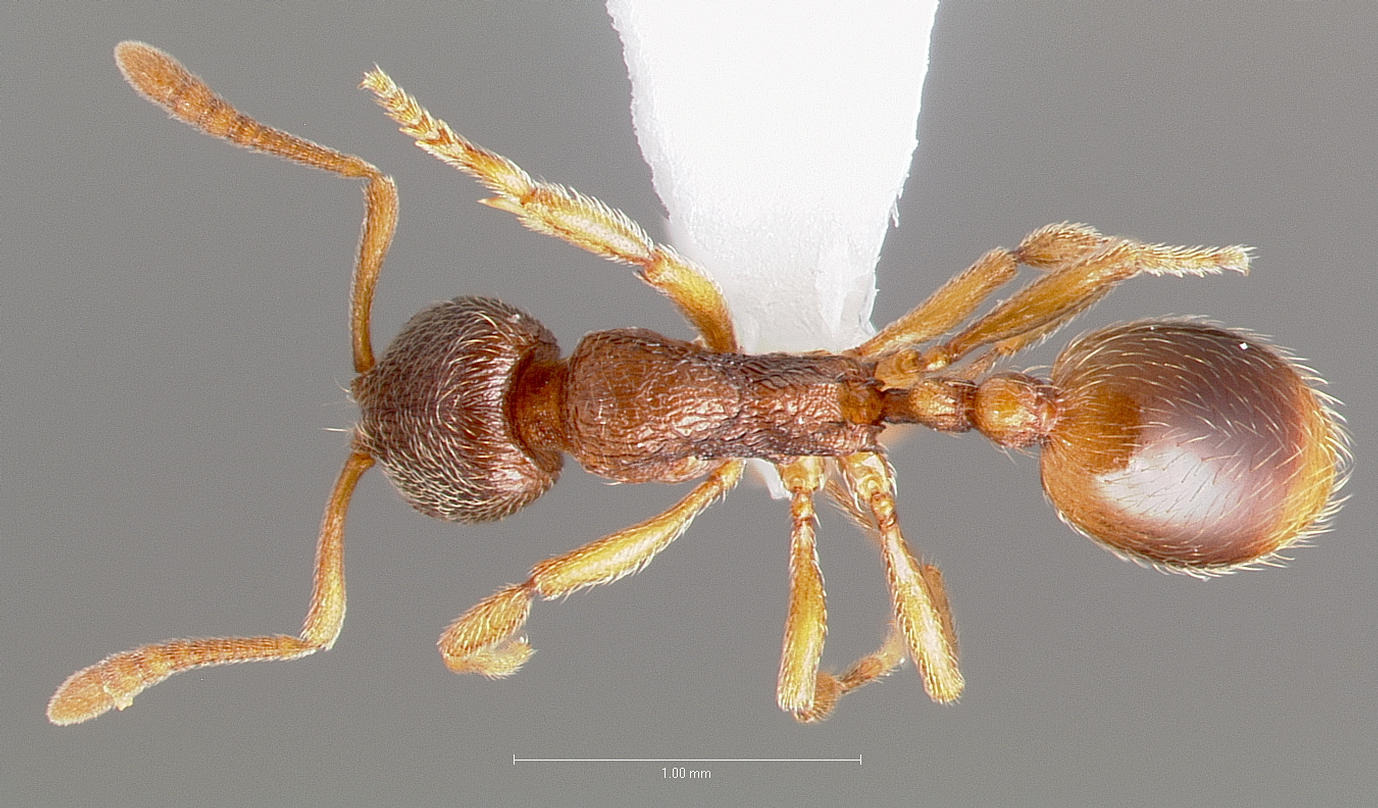
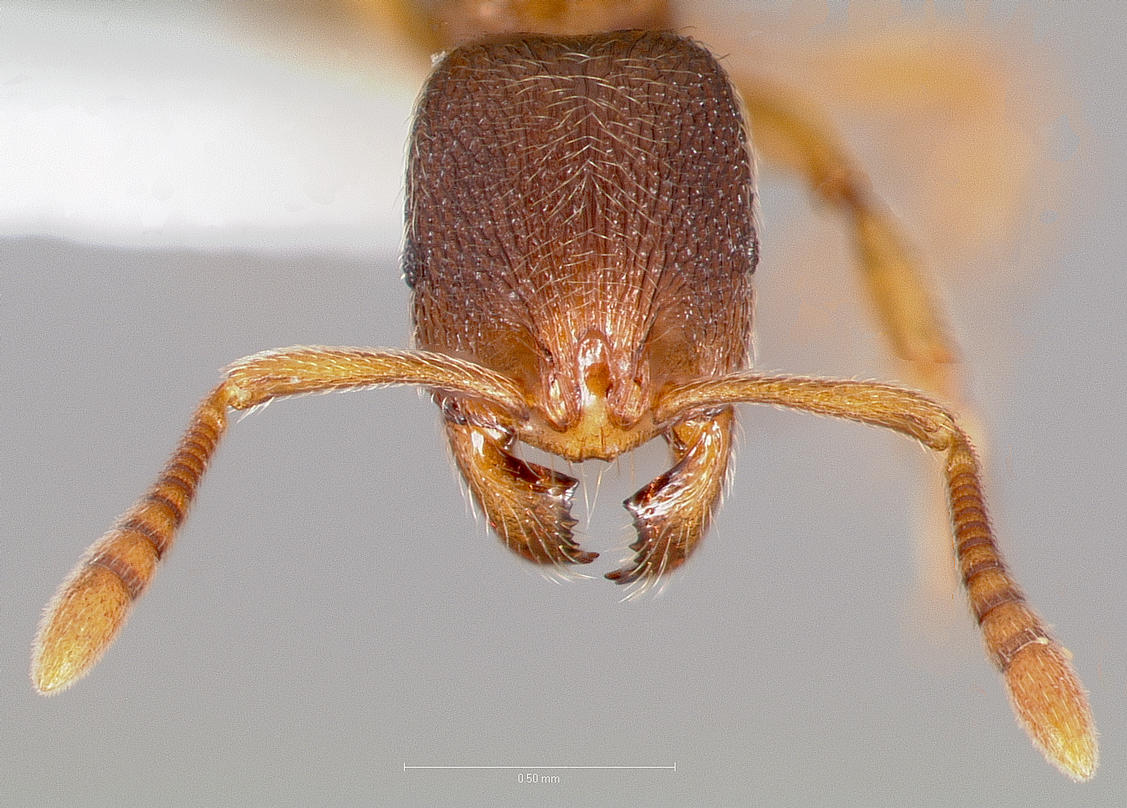
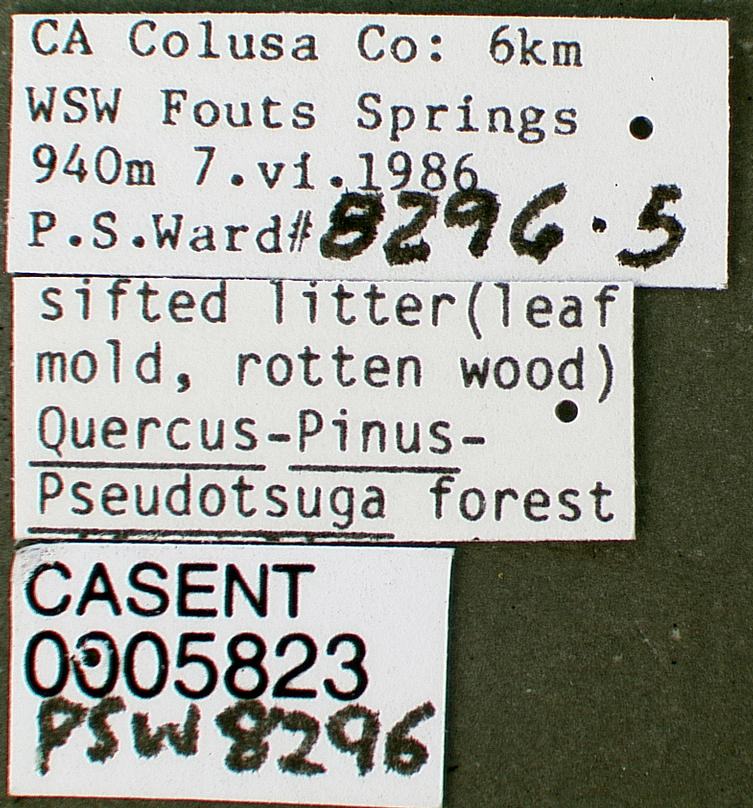
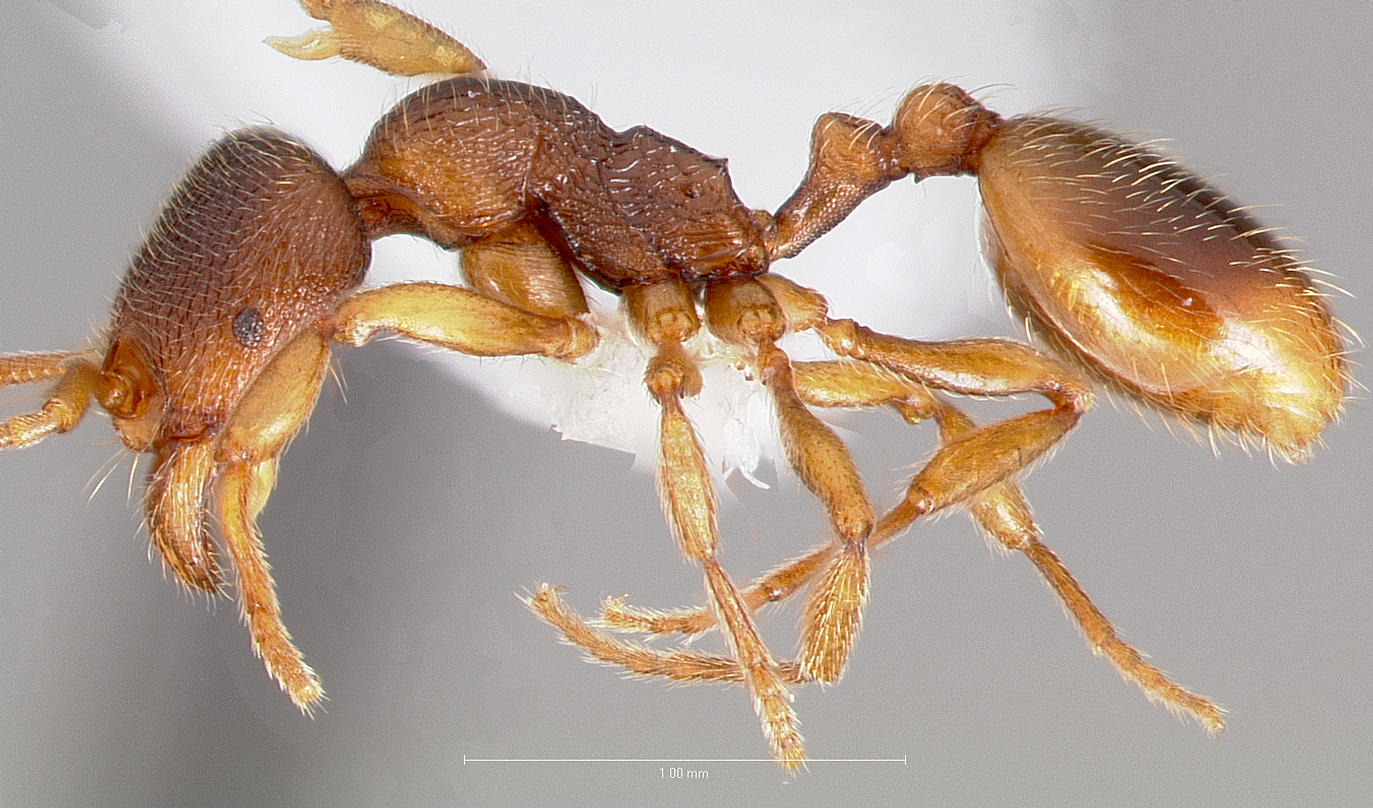
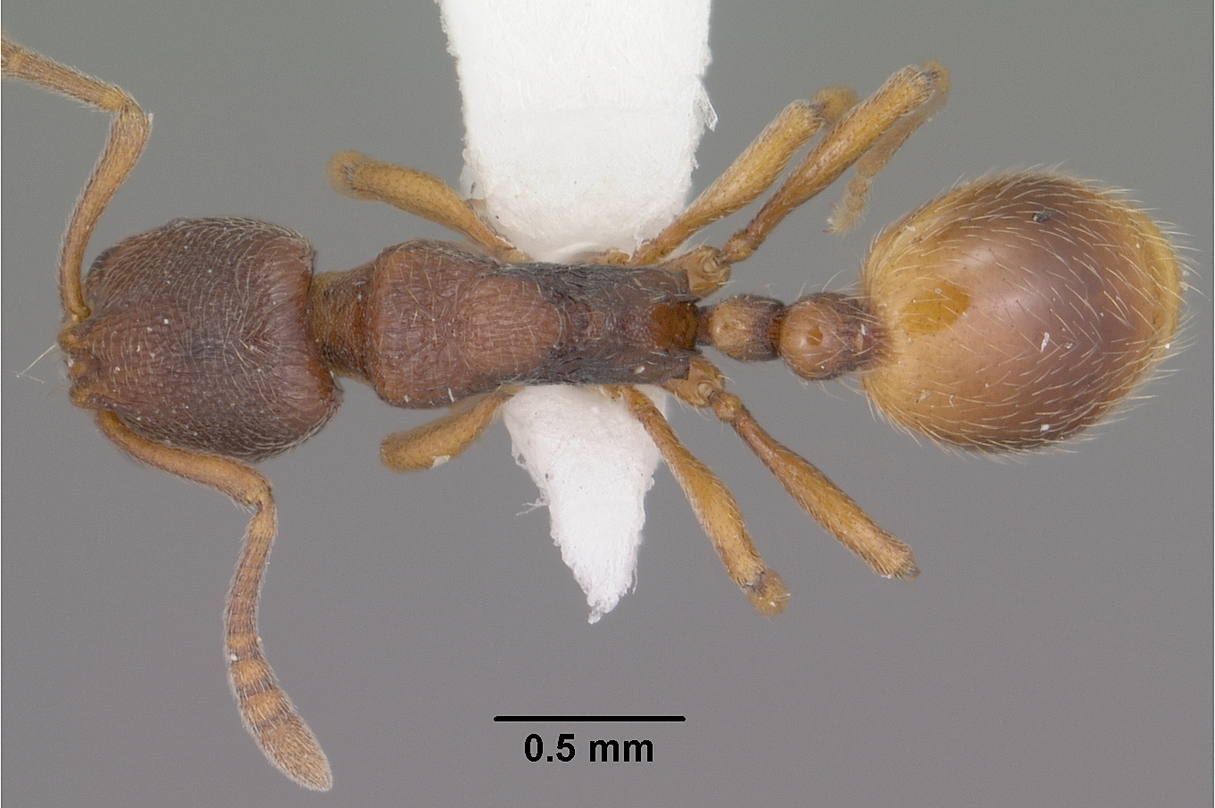
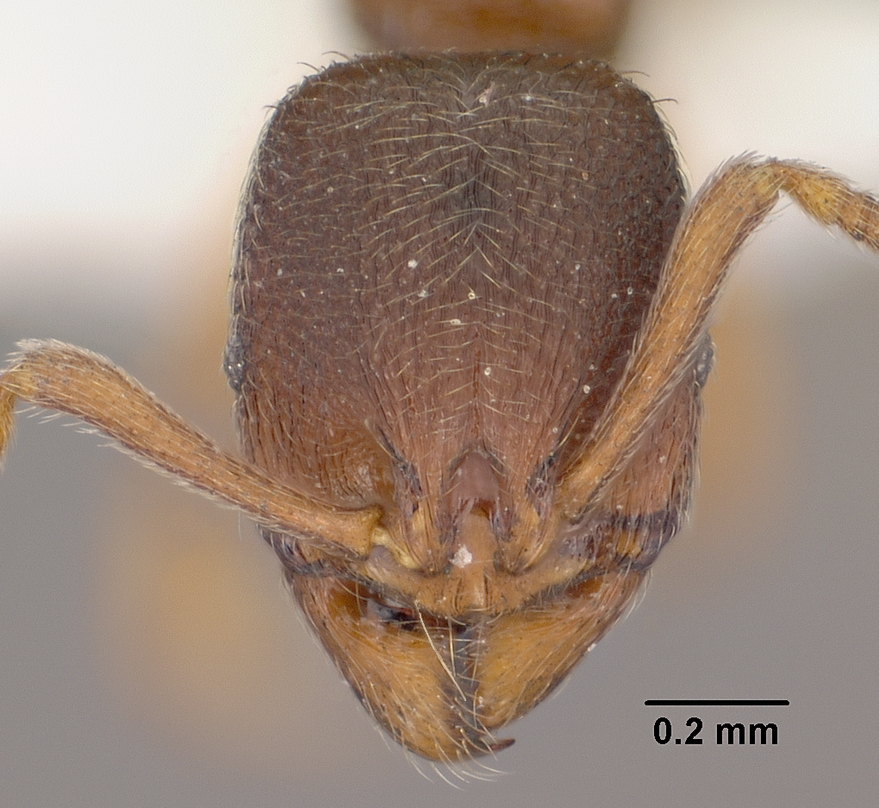